# Holyhead Mountain
Holyhead Mountain (wal. Mynydd Twr) – wzgórze w północnej Walii, wznosi się na wysokość ok. 220 m n.p.m. i jest najwyższym wzniesieniem na wyspie Holy Island oraz jednocześnie najwyższym wzniesieniem hrabstwa Anglesey. Wzgórze  i zlokalizowane jest ok. 3 km na zachód od miasta Holyhead.
Na wschodnim stoku wzgórza znajduje się późnorzymska wieża obserwacyjna, zwana w języku walijskim Caer y Twr.